# Józef Kruża
Józef Kruża (né le 19 mars 1928 à Mieścin prés de Tczew en Pologne - mort le 6 janvier 1996 à Tczew) est un boxeur polonais, champion d'Europe amateur en 1953.

## Carrière
Il pratique la boxe entre 1946 et 1956, tout d'abord à Tczew, puis à Bydgoszcz et Łódź pour terminer sa carrière à Legia Varsovie. Il remporte son plus grand succès lors des championnats d'Europe en 1953 en battant le soviétique Aleksandr Zasuchin. La finale a lieu un jour après qu'il a appris la mort de son enfant nouveau-né.
Après avoir terminé sa carrière, il devient entraîneur et entraîne des futurs champions tels que Brunon Bendig, les frères Krzysztof et Leszek Kosedowski, Jan Fabich, Henryk Gliniecki et Tadeusz Landowski.
Depuis 2013, un tournoi international de boxe Józef Kruża est organisé à Tczew.

## Palmarès

### Championnats d'Europe de boxe anglaise
- Médaillé d'or en poids plumes à Varsovie en 1953

### Championnats de Pologne de boxe anglaise
- Médaillé d'argent en poids coqs en 1947
- Médaillé d'argent en poids plumes en 1949
- Médaillé d'or en poids plumes en 1952 et 1953